# László Széchy
László Széchy (Arad, 18 novembre 1891 – Budapest, 9 dicembre 1963) è stato uno schermidore ungherese, vincitore di una medaglia d'argento nella scherma ai giochi olimpici.